# Alexander Frei
Alexander Frei (født 15. juli 1979 i Basel) er en tidligere schweizisk fodboldspiller. Han var senest angriber i den schweiziske klub FC Basel. Han spillede derudover også for Schweiz' landshold. Han nåede igennem karrieren at optræde for FC Thun, FC Luzern, Servette FC, Stade Rennais FC og Borussia Dortmund.
Frei var som Rennais -spiller topscorer i den franske Ligue 1 i sæsonen 2004/2005 med 20 mål. Han spillede for Schweiz under EM 2004, VM i 2006, EM i 2008 samt VM i 2010. Han har (pr. august 2010) spillet 77 landskampe og scoret 40 mål.
Under VM 2006 i Tyskland scorede han Schweiz' første mål i kampen mod Togo.

## Sports direktør
Efter Frei endte hans karriere blev han sports direktør for FC Luzern. Dette blev offentliggjordt af både FC Basel og FC Luzern den 19. marts 2013.